# Fik (dystrykt)
Fik – jedna z 2 jednostek administracyjnych drugiego rzędu (dystrykt) muhafazy Al-Kunajtira w Syrii. Część dawnego dystryktu, w tym jego dawna, dziś opuszczona i zrujnowana stolica, znajduje się obecnie pod okupacją Izraela.
W 2004 roku syryjską część dystryktu zamieszkiwało 1947 osób.